# Check Man
Check Man è un videogioco arcade pubblicato da Zilec-Zenitone nel 1982. Il gioco era basato sull'hardware Namco Galaxian e, nonostante sia un gioco prettamente d'azione, include anche alcuni elementi tipici dei giochi rompicapo.

## Modalità di gioco
Lo schermo è suddiviso in una scacchiera composta da 14×13 tessere. Quando il personaggio controllato dal giocatore passa su una tessera questa scompare, permettendo di camminarci sopra una sola volta per livello. Alcune celle contengono un teschio e tibie incrociate, che uccidono il giocatore se calpestate. Ogni tanto i teschi si trasformano in bombe ad orologeria: il giocatore deve allora camminarci sopra per disinnescarle prima che esplodano. Bisogna anche evitare che i teschi blocchino successive strade. Nello schema ci sono anche delle bandierine che danno un punteggio extra.
Quando tutte le bombe sono state disattivate, il livello è completo ed il giocatore accede a quello successivo. Avanzando di livello appaiono alcuni stivali saltellanti, letali per il giocatore.

## Conversioni e cloni
Il gioco non ebbe molto successo e non ci furono conversioni per home computer e console. Uscirono però diversi cloni e varianti non ufficiali, come Danger UXB pubblicato da Micro Power per l'Acorn Electron e il BBC Micro nel 1983. Il gioco inizialmente si chiamava Blockman ma fu rinominato da Acorn prima della pubblicazione. Nel 1985 uscì una versione chiamata Gridtrap (pubblicata da LiveWire) per il Commodore 16-Plus/4, il Commodore 64, l'Amstrad CPC, l'MSX e lo ZX Spectrum. Altri cloni trattati dalla stampa furono Captain Kidd per C64 e CPC, Quack a Jack per CPC e Oric, e Timebomb per Spectrum.